# Victor Pînzaru
Victor Pînzaru, né le 11 février 1992 à Drochia, est un biathlète et fondeur moldave.

## Biographie
Aux Jeux olympiques d'hiver de 2010, à Vancouver, il est le porte-drapeau de sa délégation à la cérémonie d'ouverture, alors juste âgé de 18 ans. Il y est 70e du sprint et 85e de l'individuel en biathlon. Dans ce sport, il prend aux Championnats du monde en 2009, 2011, 2012, 2013 et 2015, se classant au mieux 87e de l'individuel en 2009 à Pyeongchang.
Aux Jeux olympiques d'hiver de 2014, à Sotchi, encore porte-drapeau, il prend part aux compétitions de ski de fond cette fois-ci, pour se classer 76e du sprint. En ski de fond, il prend part aussi aux Championnats du monde en 2009, 2011, 2013 et 2015.